# 獅紋假棘甲鯰
獅紋假棘甲鯰，為輻鰭魚綱鯰形目甲鯰科的其中一種，為熱帶淡水魚，分布於南美洲蓋亞那Rupunun河流域，體長可達15公分，棲息在底層水域，生活習性不明，可做為觀賞魚。

## 扩展阅读
維基物種上的相關：獅紋假棘甲鯰